# Hjerting Sogn (Vejen Kommune)
 Denne artikel omhandler Hjerting Sogn (Vejen Kommune). Der er også andre sogne med dette navn, se Hjerting Sogn.
Hjerting Sogn er et sogn i Malt Provsti (Ribe Stift).
Hjerting Sogn hørte til Frøs Herred i Haderslev Amt. Hjerting sognekommune blev ved kommunalreformen i 1970 indlemmet i Rødding Kommune, der ved strukturreformen i 2007 indgik i Vejen Kommune.
I Hjerting Sogn ligger Hjerting Kirke. Sognet hørte indtil 2007 til Tørninglen Provsti, men kirken har ikke det karakteristiske Tørninglen-spir, der er rejst over 4 trekantgavle.
I sognet findes følgende autoriserede stednavne:
- Gastrupgårde (bebyggelse)
- Hjerting (bebyggelse)
- Hjerting Ejerlav (ejerlav)
- Hjerting Mose (bebyggelse)
- Hjertingskov (bebyggelse)
- Møgelmose (bebyggelse)

## Afstemningsresultat
Folkeafstemningen ved Genforeningen i 1920 gav i Hjerting Sogn 275 stemmer for Danmark, 22 for Tyskland. Af vælgerne var 102 tilrejst fra Danmark, 6 fra Tyskland.